# Juni 2008
Portal Geschichte | Portal Biografien | Aktuelle Ereignisse | Jahreskalender | Tagesartikel

◄ |
20. Jahrhundert |
21. Jahrhundert

◄ |
1970er |
1980er |
1990er |
2000er
| 2010er | 2020er | 2030er | ►

◄ |
2004 |
2005 |
2006 |
2007 |
2008
| 2009 | 2010 | 2011 | 2012 | ►

◄ |
März 2008 |
April 2008 |
Mai 2008 |
Juni 2008 |
Juli 2008 |
August 2008 |
September 2008 |
►
Dieser Artikel behandelt tagesbezogene Nachrichten und Ereignisse im Juni 2008.

## Tagesgeschehen

### Sonntag, 1. Juni 2008

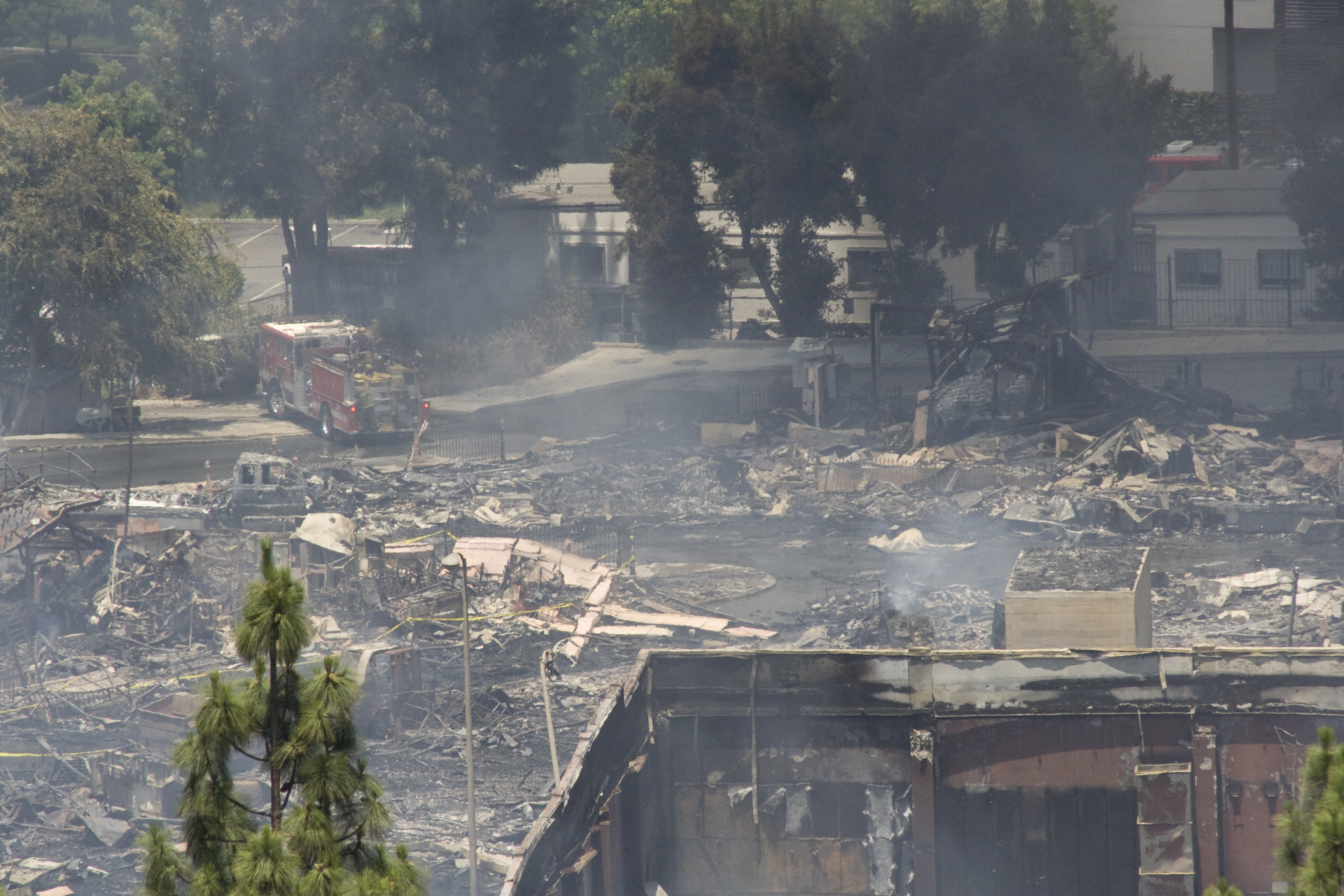
Universal Studios

- Afrika: Das Abkommen zur Erhaltung der Gorillas und ihrer Lebensräume tritt in Kraft.
- Mailand/Italien: Die 91. Ausgabe des Rad-Etappenrennens Giro d’Italia gewinnt der Spanier Alberto Contador. Es ist der dritte Gesamtsieg eines Spaniers bei dieser Rundfahrt.[1]
- Skopje/Mazedonien: Bei der vorgezogenen Parlamentswahl gewinnt die „Innere Mazedonische Revolutionäre Organisation – Demokratische Partei für Mazedonische Nationale Einheit“ 63 der 120 Abgeordnetensitze.[2]
- Universal City / Vereinigte Staaten: Einem Großbrand in den Universal Studios Hollywood fallen mehrere Filmkulissen zum Opfer.[3]

### Montag, 2. Juni 2008
- Deutschland: Im Streit um höhere Milchpreise blockieren hunderte Landwirte zahlreiche Großmolkereien, um so die Milchanlieferung sowie die Herstellung von Milcherzeugnissen zu verhindern.[4]
- Islamabad/Pakistan: Ein Bombenanschlag auf die Botschaft Dänemarks führt zu mehreren Toten und Verletzten.[5]

### Dienstag, 3. Juni 2008
- Detroit / Vereinigte Staaten: Der Automobilhersteller General Motors gibt bekannt, dass er vier Werke in Kanada, Mexiko und in den Vereinigten Staaten schließen wird, in denen Pick-ups gefertigt werden.[6]
- Helena, Pierre / Vereinigte Staaten: Die Vorwahl zur Präsidentschaftswahl in den Vereinigten Staaten 2008 der Demokraten in Montana endet mit einem Sieg von Barack Obama, der damit die erforderliche Mehrheit der Delegiertenstimmen erreicht, um für die Wahl zum Präsidenten der Vereinigten Staaten nominiert zu werden. Seine Kontrahentin Hillary Clinton, die am selben Tag die Vorwahl in South Dakota gewinnt, gratuliert Obama allerdings noch nicht, obwohl die Serie der Vorwahlen beendet ist.[7]
- Südthüringen/Deutschland: Bei Tunnelbauarbeiten wird eine zweite Tropfsteinhöhle im Bleßberg im Thüringer Schiefergebirge entdeckt, die neben der bereits bekannten Bleßberghöhle liegt.[8]
- Wiesbaden/Deutschland: SPD, Die Linke und Bündnis 90/Die Grünen schaffen die Studiengebühren im Bundesland Hessen wieder ab.[9]

### Mittwoch, 4. Juni 2008
- Krško/Slowenien: EU löst europaweiten Alarm nach einem Zwischenfall im Kernkraftwerk Krško aus. Laut EU-Kommission trat Kühlwasser aus dem Hauptkühlsystem aus. Auswirkungen auf die Umwelt sind derzeit nicht bekannt.[10]
- Vereinigte Staaten: Nach schweren Regenfällen in den Bundesstaaten Illinois, Iowa, Indiana, Michigan, Minnesota, Missouri und Wisconsin kommt es in den folgenden Tagen zu Überflutungen.[11]

### Donnerstag, 5. Juni 2008
- Ankara/Türkei: Das türkische Verfassungsgericht hat am Donnerstag die Verfassungsänderung der Regierung von Ministerpräsident Tayyip Erdogan zur Aufhebung des Kopftuchverbots an Universitäten für unzulässig erklärt.[12]

### Freitag, 6. Juni 2008
- Berlin/Deutschland: Der deutsche Bundestag beschließt ein Klimapaket. Der Anteil erneuerbarer Energien am Stromverbrauch soll bis 2020 auf 30 Prozent verdoppelt werden.[13]
- Köln/Deutschland: Stefan Raab gewinnt die erste Autoball-Europameisterschaft[14]
- Oslo/Norwegen: Beim Golden-League-Meeting 2008 stellte Tirunesh Dibaba mit der Zeit von 14:11,15 min einen neuen Weltrekord über 5000 m auf[15]
- Syrien: Der syrische Präsident Baschar al-Assad sollte offenbar von seinem Schwager Asseff Schaukat, dem Geheimdienstchef, durch einen Militärputsch entmachtet werden. Doch der Coup wurde kurz vor seiner Durchführung vereitelt. Mehrere Offiziere befinden sich seither in Haft. Die Machtübernahme sollte während des Treffens der Arabischen Liga Ende März in Damaskus stattfinden.[16]

### Samstag, 7. Juni 2008
- Basel/Schweiz: Die Fußball-Europameisterschaft 2008 wird eröffnet.

### Sonntag, 8. Juni 2008
- Dresden/Deutschland: Bei den Kommunalwahlen in Sachsen kann die CDU sich in sechs von zehn der neuen Landkreise direkt durchsetzen. Die CDU kann direkt 123 der 282 Bürgermeister stellen. Die rechtsextreme NPD kann ihren Stimmenanteil aber verdreifachen.[17]
- Erding/Deutschland: Auf ihrer Klausurtagung können sich CDU und CSU nicht auf eine Pendlerpauschale und eine Steuerreform einigen.[18]
- Paris/Frankreich: Der spanische Tennisprofi Rafael Nadal gewann zum vierten Mal in Folge die French Open; bei den Frauen war die Serbin Ana Ivanović erfolgreich.[19]

### Montag, 9. Juni 2008

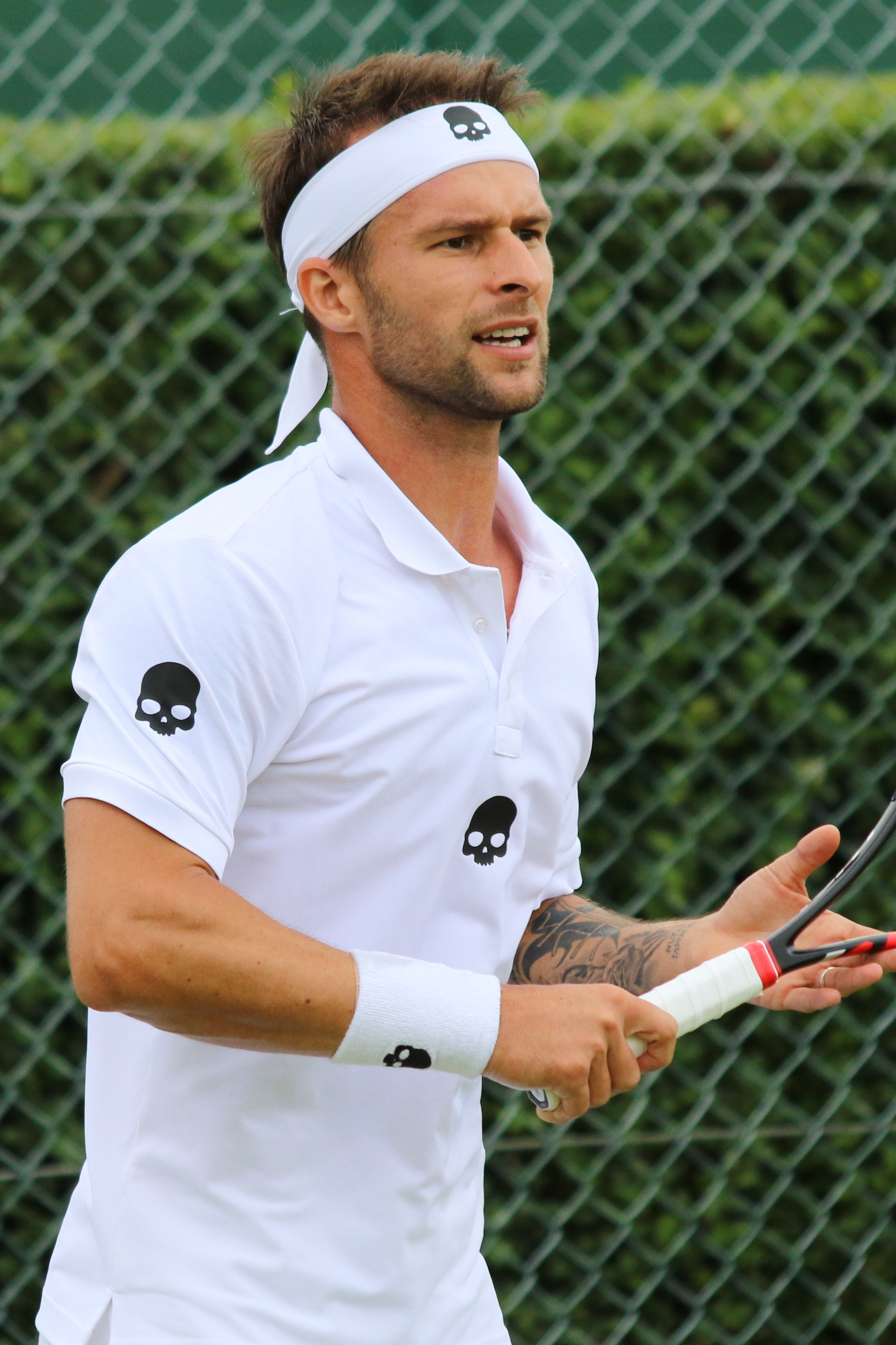
Adrian Ungur 2016 in Wimbledon

- Sofia/Bulgarien: Das Tennisturnier Bulgarian Open Challenger 2008 – Teil der ATP Challenger Series 2008 – beginnt im Freien auf Sand. Im Finale am Sonntag, den 15. Juni wird sich Adrian Ungur als Sieger im Einzel durchsetzen.

### Dienstag, 10. Juni 2008
- Khartum/Sudan: Ein Airbus A310 der Sudan Airways aus Amman / Jordanien mit 203 Passagieren und 14 Besatzungsmitgliedern an Bord kommt bei der Landung von der Landebahn ab und geht in Flammen auf. Dabei kommen mindestens 28 Passagiere ums Leben.[20]
- Vereinigte Staaten: Bei schweren Überschwemmungen nach heftigen Regenfällen sterben im Mittleren Westen der USA mindestens 10 Menschen.[21]

### Mittwoch, 11. Juni 2008

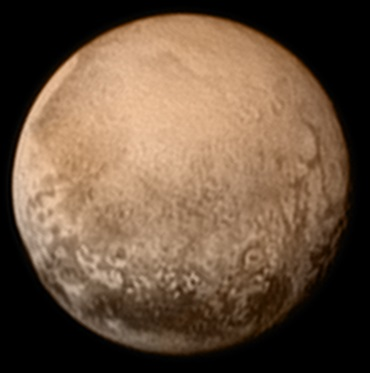
Pluto, fotografiert mit der aktuellen Technik

- Amstetten/Österreich: Die 19-jährige Tochter von Josef Fritzl wird nach langer Behandlung im Landesklinikum Mostviertel Amstetten zu ihrer Familie entlassen.[22]
- Düsseldorf/Deutschland: Die Landesentwicklungsgesellschaft NRW wird für 3,5 Milliarden Euro an die Immobilientochtergesellschaft Whitehall der amerikanischen Investmentbank Goldman Sachs verkauft.[23]
- Gransee/Deutschland: Bundeskanzlerin Angela Merkel begrüßt den amerikanischen Präsidenten George W. Bush zu seinem Abschiedsbesuch im Gästehaus der Bundesregierung Schloss Meseberg in Gransee im Landkreis Oberhavel im Norden Brandenburgs.[24]
- Oslo/Norwegen: Die Ehe wird gleichgeschlechtlichen Paaren in Norwegen landesweit geöffnet.[25]
- Paris/Frankreich: Die Internationale Astronomische Union führt den Begriff Plutoid für jenseits des Neptuns gelegene Zwergplaneten ein.
- Wiesbaden/Deutschland: Wenige Tage nach dem Beschluss des Hessischen Landtages am 3. Juni 2008 zur Abschaffung der Studiengebühren in Hessen entscheidet der Staatsgerichtshof über die Studiengebühren.[26]

### Donnerstag, 12. Juni 2008
- Chemnitz/Deutschland: Gotthilf Fischer erhält die Krone der Volksmusik.
- Dublin/Irland: In Irland wird über den Vertrag von Lissabon in einem Referendum abgestimmt.[27] Die Iren lehnen den Reformvertrag ab.[28]
- Washington, D.C. / Vereinigte Staaten: Der Oberste Gerichtshof der Vereinigten Staaten hat den in Guantánamo inhaftierten Terrorverdächtigen das Recht zur Anrufung ziviler US-Gerichte zugebilligt.[29]

### Freitag, 13. Juni 2008

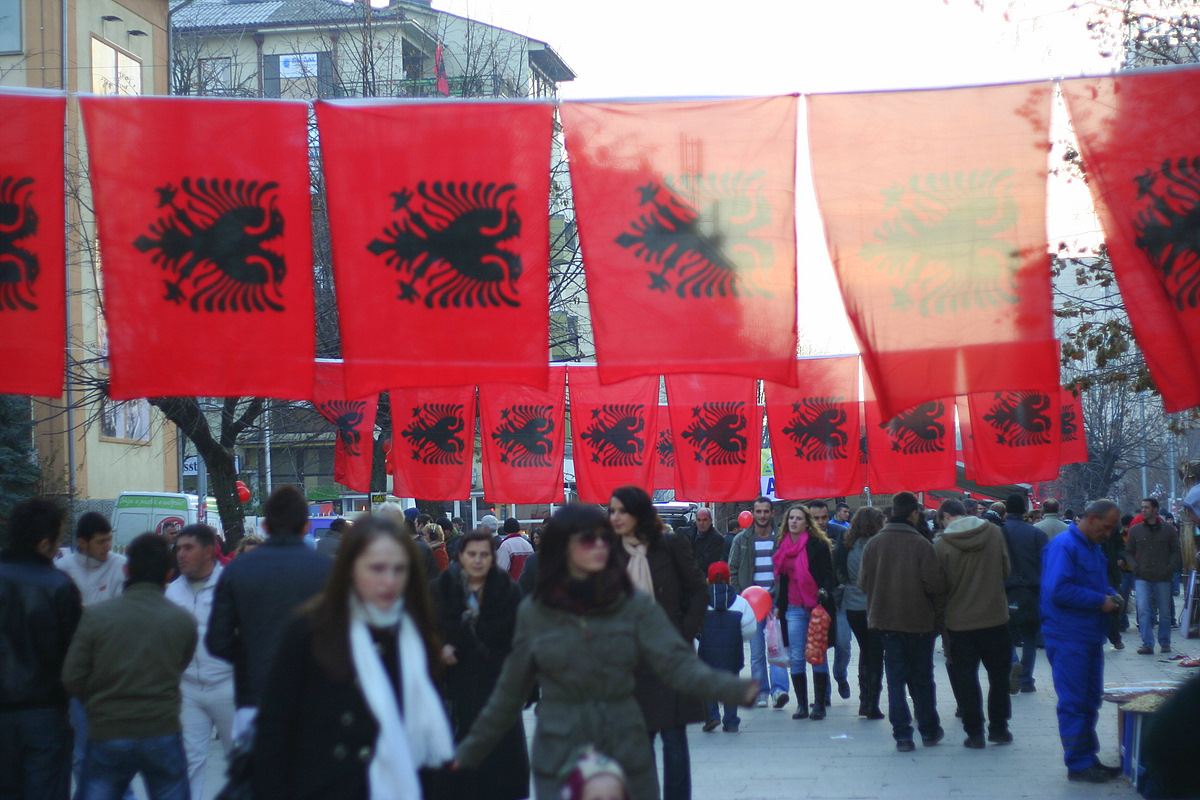
Albanische Flaggen im Kosovo

- Priština/Serbien: Vier Monate nach der Unabhängigkeitserklärung des Kosovo tritt die neue Verfassung in Kraft. Die internationale Anerkennung des Staats ist noch nicht erfolgt.[30]

### Samstag, 14. Juni 2008
- Honshū/Japan: Infolge eines Erdbebens der Stärke 7,2 auf der Insel Honshū sterben mindestens elf Menschen und weitere Menschen werden verletzt. Ein Kernkraftwerk wird beschädigt.[31][32]

### Sonntag, 15. Juni 2008
- Islamabad/Pakistan: Die pakistanische Regierung warnt vor einer Verletzung der Grenzen zu Afghanistan.[33]

### Montag, 16. Juni 2008
- Guangzhou, Shenzhen/China: Schwere Regenfälle führen zu großen Überflutungen in den Provinzen Guangzhou und Shenzhen.[34]
- Mittelmeer: Vor der libyschen Küste ertrinken rund 150 Migranten beim Versuch der Zuwanderung nach Europa.[35]
- Wien/Österreich: Bundeskanzler Alfred Gusenbauer gibt den SPÖ-Parteivorsitz an Werner Faymann ab.[36]

### Dienstag, 17. Juni 2008
- Bagdad/Irak: Bei einem Anschlag im nördlichen Bagdad sterben 51 Menschen und weitere Menschen werden verletzt.[37]
- Kalifornien / Vereinigte Staaten: Auch der siebte von acht beschuldigten Angehörigen der US-Armee, die im irakischen Haditha ein Massaker verübt und vertuscht haben sollen, wird von einem Militärgericht freigesprochen.[38]
- Kalifornien / Vereinigte Staaten: In Kalifornien werden nach einem Grundsatzurteil des kalifornischen Supreme Court zur Eheöffnung gleichgeschlechtliche Paare getraut.[39][40]
- Paris/Frankreich: Der französische Präsident Nicolas Sarkozy gibt bekannt, dass Frankreich den militärischen Kommandostrukturen der NATO wieder beitreten wird.[41]

### Mittwoch, 18. Juni 2008
- Brüssel/Belgien: Nach Neuseeland und Australien gibt die Kommission der Europäischen Union bekannt, schrittweise die herkömmlichen Glühlampen ab Frühjahr 2009 zu verbieten.[42]
- Dresden/Deutschland: Das neue Kabinett unter Ministerpräsident Stanislaw Tillich übernimmt die Regierungsgeschäfte im Freistaat Sachsen.[43]
- Straßburg/Frankreich: Die Europäische Union verabschiedet strengere Regelungen für das Abschiebeverfahren illegaler Einwanderer.[44]

### Donnerstag, 19. Juni 2008
- Berlin/Deutschland: Die deutsche, konservative Partei CDU nimmt nach Vorarbeiten einer parteiinternen Kommission einen umweltpolitischen Richtungswandel vor. Klima-, Umwelt- und Verbraucherschutz soll eine größere Rolle in der Programmatik der Partei eingeräumt werden.[45]

### Freitag, 20. Juni 2008
- Brüssel/Belgien: Die Europäische Union hebt die seit 2003 bestehenden Wirtschaftssanktionen gegen Kuba auf.[46]
- China: Die chinesische Regierung hebt die Benzinpreise um 16 Prozent und die Dieselpreise landesweit um 18 Prozent an. Benzin und Diesel kostet jetzt in China je nach Qualität zwischen 6,20 und 7,17 Yuan oder umgerechnet 58 bis 67 Euro Cents[47]
- Kalifornien / Vereinigte Staaten: Der Wettersatellit Jason-2 ist gestartet. Jason-2 soll Ausmaß und Bewegungen der Ozeane aufzeichnen – und dadurch Hinweise auf Klimaveränderungen liefern.[48]
- New York / Vereinigte Staaten: Die Zeitung The New York Times berichtet am Freitag unter Berufung auf US-Regierungsvertreter, dass Israel im Rahmen eines Manövers im östlichen Mittelmeer einen Luftschlag gegen iranische Atomanlagen geprobt habe.[49]

### Samstag, 21. Juni 2008
- Forvik/Vereinigtes Königreich: Stuart Hill erklärt die kleine Shetlandinsel Forvik für unabhängig von Schottland und vom gesamten Königreich.[50]
- Manila/Philippinen: Der Taifun Fengshen fordert auf den Philippinen mindestens 137 Menschen an Land.[51] Während des Sturms sank eine Fähre mit 864 Menschen an Bord, von denen bisher 68 Personen lebend gefunden wurden sowie 27 Leichen.[52]

### Sonntag, 22. Juni 2008
- Harare/Simbabwe: Aufgrund der wachsenden Gewalt gegen seine Anhänger zieht sich Simbabwes Oppositionsführer Morgan Tsvangirai aus der Stichwahl um das Präsidentenamt zurück.[53]
- Melilla/Spanien: Afrikanische Migranten versuchen, in die spanische Enklave Melilla einzudringen.[54]

### Montag, 23. Juni 2008
- Brüssel/Belgien: Die Europäische Union friert Guthaben der iranischen Bank Melli ein.[55]
- Harare/Simbabwe: Der Oppositionsführer Morgan Tsvangirai sucht Zuflucht in der Botschaft der Niederlande.[56]

### Dienstag, 24. Juni 2008
- Jerusalem/Israel: Die israelische Regierung stoppt den gerade wieder aufgenommenen Warentransport in den Gazastreifen und lässt die Grenze schließen, nachdem militante Palästinenser israelisches Grenzgebiet mit Raketen beschossen haben.[57]
- Oslo/Norwegen: Das Parlament verabschiedet das „Geschlechtsneutrale Ehegesetz“. Die Gleichstellung homosexueller mit heterosexuellen Paaren umfasst die Rechte auf eine Zivilehe, auf die Adoption von Kindern und auf künstliche Herbeiführung einer Schwangerschaft.[58]

### Mittwoch, 25. Juni 2008

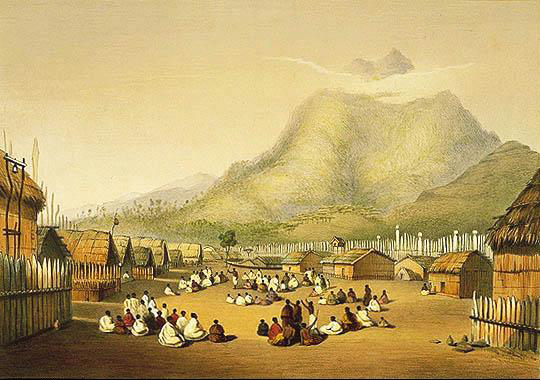
Leben der Māori, bevor die Briten sie unterwarfen (künstlerische Darstellung)

- Wellington/Neuseeland: Die Regierung Neuseelands gewährt den Māori für die Enteignung ihrer Ländereien eine Entschädigung in Höhe von umgerechnet 243 Millionen Euro.[59]

### Freitag, 27. Juni 2008
- Berlin/Deutschland: Der Deutsche Bundestag beschließt eine Neufassung des Wohngeldgesetzes und Erhöhung des Wohngeldes, verabschiedet das Risikobegrenzungsgesetz und reformiert das Verfahren in Familiensachen.[60]
- London / Vereinigtes Königreich: Unter dem Motto 46664 zelebrieren im Hyde Park Stars wie Will Smith, Annie Lennox, Simple Minds, Peter Gabriel, Leona Lewis, Amy Winehouse und viele andere den 90. Geburtstag von Nelson Mandela.
- Nordkorea: Wie vereinbart hat die nordkoreanische Regierung den Kühlturm des kerntechnischen Anlage Nyŏngbyŏn gesprengt. Die Vereinigten Staaten kündigten eine Lockerung ihrer Handelssanktionen an und streichen Nordkorea aus ihrer Liste der sogenannten Schurkenstaaten.[61]

### Samstag, 28. Juni 2008
- Berlin/Deutschland: 500.000 Menschen feiern den Christopher Street Day.[62]
- Davos/Schweiz: Der James-Bond-Regisseur Marc Forster erhält die Schweizer Staatsbürgerschaft.
- Wien/Österreich: Der Deutsche Tobias Bonhoeffer ist zum Gründungspräsidenten des Science-and-Technology-Austria-Instituts nominiert.[63]

### Sonntag, 29. Juni 2008

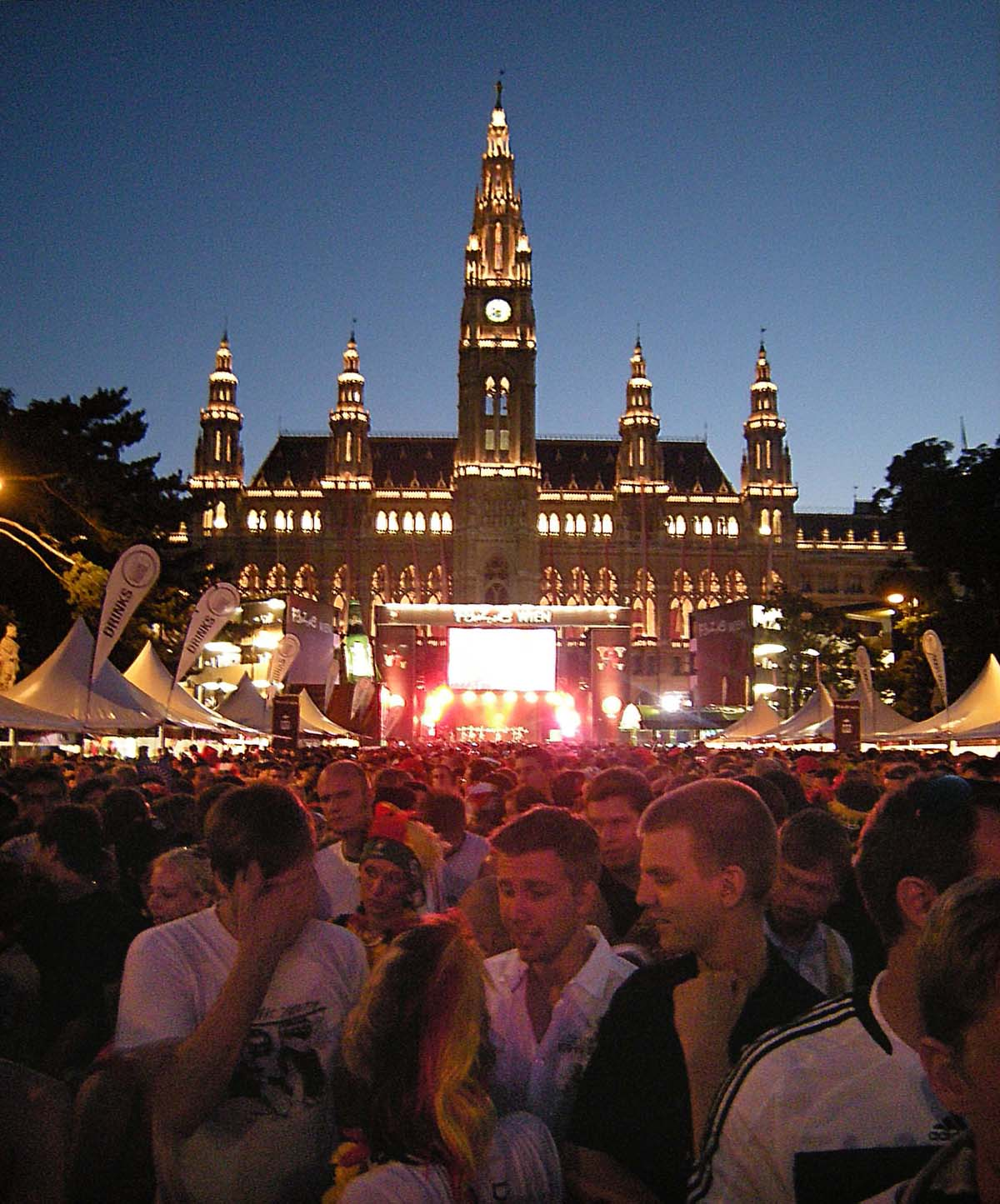
Übertragung des EM-Endspiels in der Wiener Innenstadt

- Ulaanbaatar/Mongolei: Bei der Parlamentswahl in der Mongolei gewinnt die regierende Mongolische Revolutionären Volkspartei[64]
- Wien/Österreich: Die spanische Auswahl gewinnt im Endspiel der Fußball-Europameisterschaft 1:0 gegen Deutschland und holt Spaniens ersten Titel bei einer Fußball-WM oder -EM im Seniorenbereich.

### Montag, 30. Juni 2008
- Berlin/Deutschland: Erstmals in der Geschichte der Bundesrepublik Deutschland verfügt die Volkspartei CDU über mehr Parteimitglieder als die Volkspartei SPD. Beide Volksparteien leiden seit Jahren an Mitgliederschwund.[65]
- Kuala Lumpur/Malaysia: Oppositionsführer Anwar Ibrahim flüchtet in die türkische Botschaft.[66]

## Weblinks

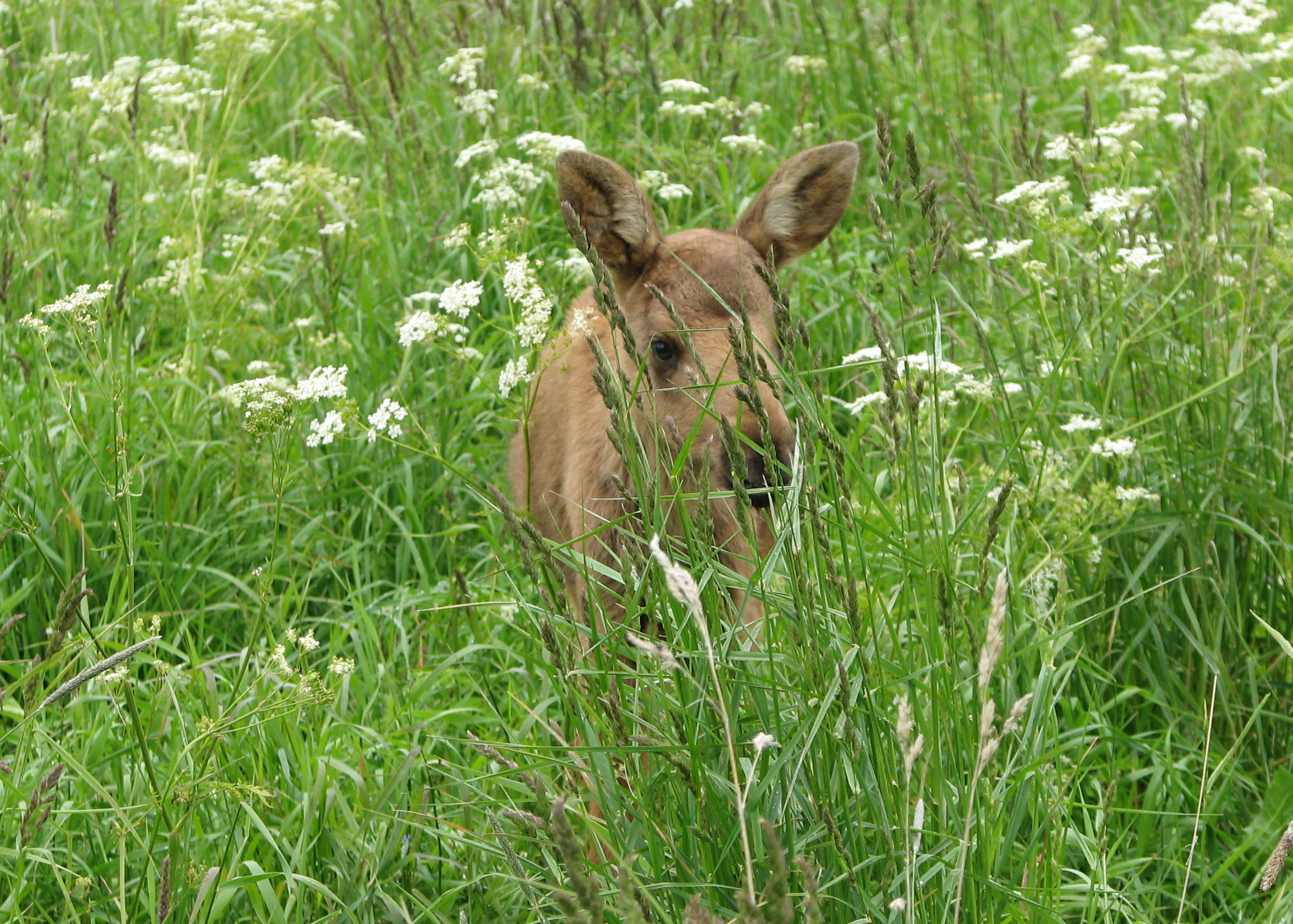
Schweden im Juni 2008